# Caubous (Haute-Garonne)

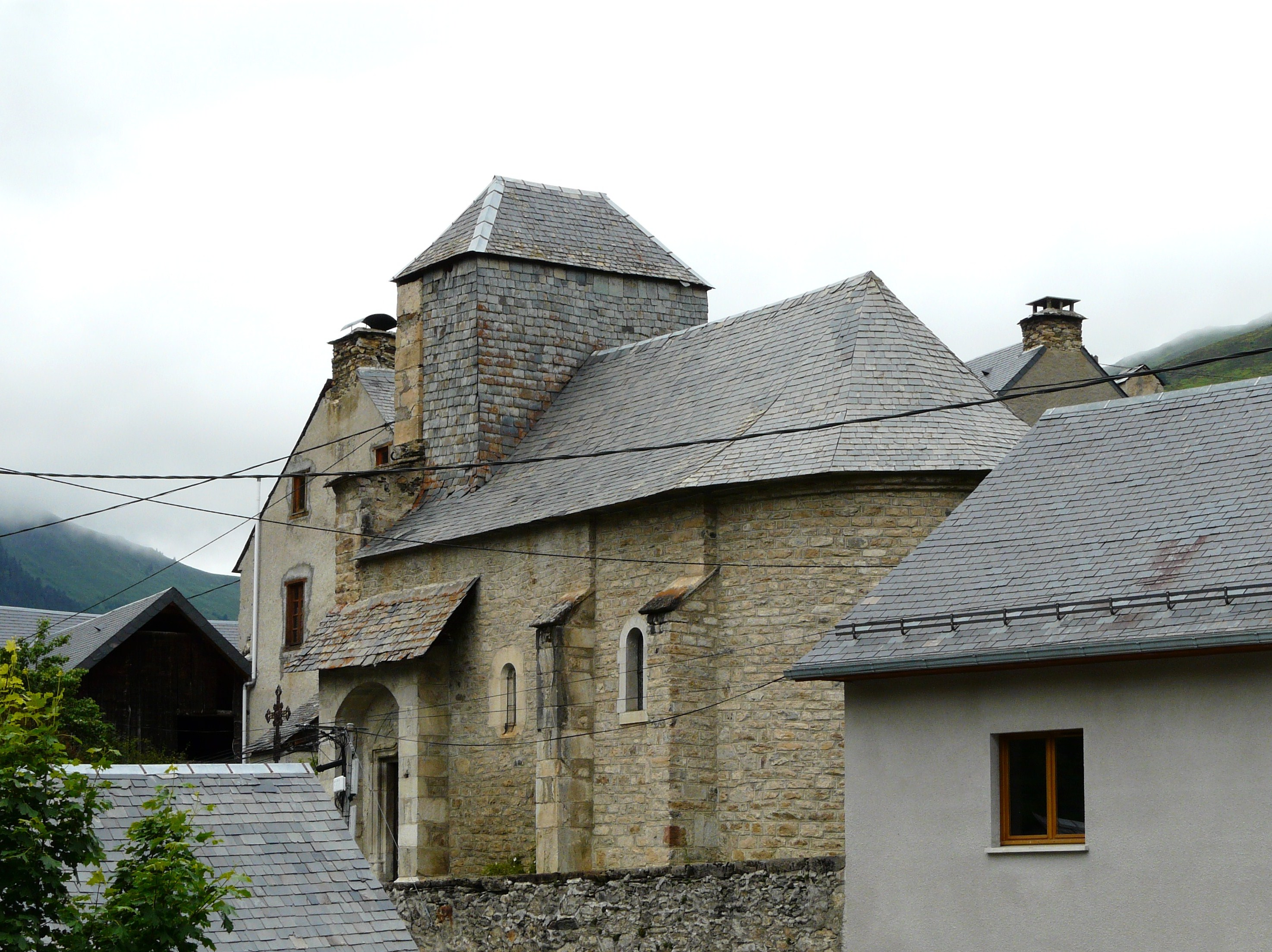
Kerk

Caubous is een gemeente in het Franse departement Haute-Garonne (regio Occitanie) en telt 6 inwoners (2009). De plaats maakt deel uit van het arrondissement Saint-Gaudens.

## Geografie
De oppervlakte van Caubous bedraagt 3,5 km², de bevolkingsdichtheid is dus 1,7 inwoners per km² (2009).
De onderstaande kaart toont de ligging van Caubous (Haute-Garonne) met de belangrijkste infrastructuur en aangrenzende gemeenten.

## Demografie
Onderstaande figuur toont het verloop van het inwonertal (bron: INSEE-tellingen).

1. ↑  Populations de référence 2022.